# Rekumer Mühle

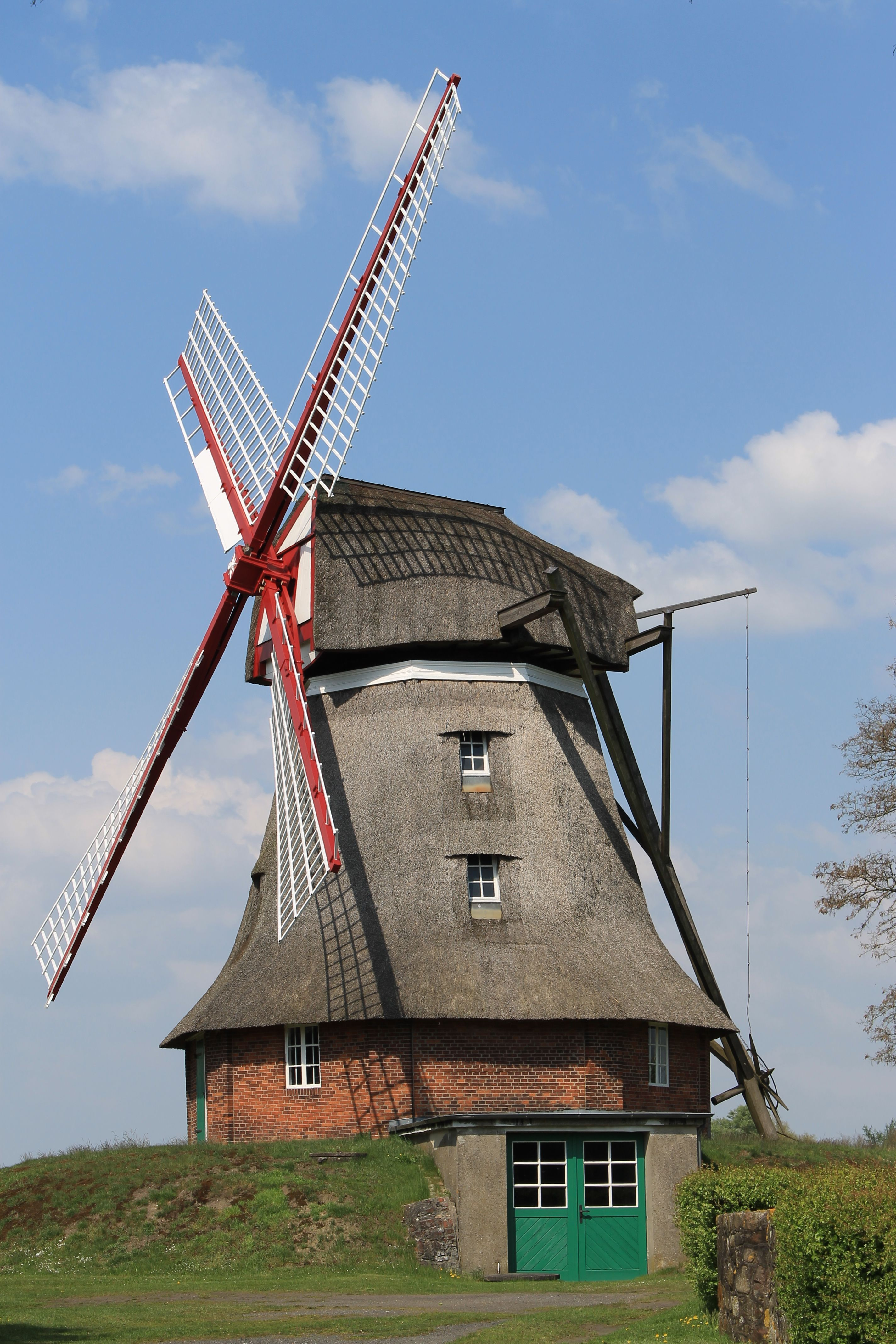
Rekumer Mühle

Die Rekumer Mühle ist eine Windmühle in Rekum im Bremer Stadtteil Blumenthal. Die Mühle ist, anders als vier weitere gut erhaltene Windmühlen in der Stadt Bremen, nicht Station der Niedersächsischen Mühlenstraße.
Das Gebäude steht seit 1973 unter Bremer Denkmalschutz.

## Geschichte
Eine Mühle in Rekum, wohl eine Bockmühle, ist 1430 überliefert.
Die bestehende Holländerwindmühle wurde 1873 erbaut.  1925 erfolgten an ihr einige Veränderungen. Nach dem Ersten Weltkrieg erfolgte die Umstellung auf Motorantrieb. Nach der Zerstörung der Kappe im Februarsturm 1962 wurde der Mühlenkopf mit den Flügeln abgerissen. Bis 1967/68 wurde die Mühle wiederhergestellt, jedoch nicht mehr produktiv verwendet. 1989/90 wurde das Reith neu eingedeckt und  2001 die Flügel erneuert.
Die Stellung der unbesegelten Mühlenflügel in einem gewinkelten Kreuz signalisiert in der „Mühlensprache“ schon von Weitem: „Feierabend“, respektive „Außer Betrieb“.

## Bauweise, Technik
Die Rekumer Mühle ist eine Windmühle vom Typ Wallholländer in der besonderen Ausprägung Durchfahrt-Holländer. Der achteckige Sockel besteht aus Klinkersteinen. Mühlenkörper und Kappe sind mit Reith verkleidet. Die Windrichtungsnachführung der vier hölzernen Segelgatterflügel erfolgt von Hand mit dem Steert. Beim Umbau 1925 wurden sie durch eine Windrose und Flügel mit Metall-Jalousien ersetzt. Nach dem Sturmschaden wurde die erste Bauweise wiederhergestellt.
Die Mühle hat zwei Schrotgänge und einen Gang zur Herstellung von feinem Mehl.
Der größte der sechs Mahlsteine hat einen Durchmesser von 1,80 Metern und ein Gewicht von fast drei Tonnen.